# 헤르손주

헤르손주의 위치

헤르손주(우크라이나어: Херсонська область)는 우크라이나 남부에 위치한 주로 주도는 헤르손이며 면적은 28,461km2, 인구는 1,126,000명(2006년 기준)이다.
흑해, 아조프해와 접하며 주 안에는 드니스테르강이 흐른다. 서쪽으로는 미콜라이우주, 북쪽으로는 드니프로페트로우스크주, 동쪽으로는 자포리자주, 남쪽으로는 크림반도와 접한다. 러시아의 우크라이나 침공이 진행 중이던 2022년 9월에는 러시아가 도네츠크 인민공화국, 루간스크 인민공화국, 자포리자주, 헤르손주의 합병을 선언했으나, 국제 사회는 이를 승인하지 않았다.

## 인구
헤르손주의 인구는 1,083,367명(2012년 기준)으로 우크라이나 전체 인구의 2.4%에 해당한다. 인구 순위도 21위다. 인구 밀도는 km2당 38명이다.
약 61.5%(745,400명)가 주의 도시 지역에 살고 있으며, 38.5%(467,600명)가 농업 중심지/마을에 살고 있다. 남성은 인구의 46.7%(565,400명)를 구성하고, 여성은 53.3%(644,600명)를 구성하며, 연금 수혜자는 주 인구의 26.2%(317,400명)를 구성한다.

## 상징

헤르손주의 기
헤르손주의 문장

## 같이 보기
- 헤르손현